# Footlight Parade
Footlight Parade és una pel·lícula musical estatunidenca del 1933 pre-Code protagonitzada per James Cagney, Joan Blondell, Ruby Keeler i Dick Powell i amb Frank McHugh, Guy Kibbee, Hugh Herbert i Ruth Donnelly. La pel·lícula va ser escrita per Manuel Seff i James Seymour basada en una història de Robert Lord i Peter Milne, i va ser dirigida per Lloyd Bacon, amb números musicals creats i dirigits per Busby Berkeley. Les cançons de la pel·lícula van ser escrites per Harry Warren (música), Al Dubin (lletra), Sammy Fain (música) i Irving Kahal (lletres), i inclou "By a Waterfall", "Honeymoon Hotel" i "Shanghai Lil".
El 1992, Footlight Parade va ser seleccionada per la seva conservació al National Film Registry de la Biblioteca del Congrés dels Estats Units com a "important cultural, històricament o estètica"was selected for preservation in the United States National Film Registry by the Library of Congress as being "culturally, historically, or aesthetically significant".

## Argument
Chester Kent (James Cagney) substitueix la seva fallida carrera com a director de musicals de Broadway per un de nou com a creador de números musicals anomenats "pròlegs", produccions escèniques breus en directe presentades a les sales de cinema. abans que es mostri el número principal. S'enfronta a la pressió dels seus socis comercials per crear contínuament un gran nombre de pròlegs comercialitzables per donar servei als teatres de tot el país, però la seva feina es veu complicada per un rival que està robant les seves idees, probablement amb l'ajuda d'algú que treballa a la seva pròpia empresa. Kent està tan aclaparat amb la feina que no s'adona que la seva secretària Nan (Joan Blondell) s'ha enamorat d'ell i està fent tot el possible per protegir-lo així com els seus interessos.
Els socis comercials de Kent anuncien que tenen un gran negoci pendent amb el circuit del teatre Apolinaris, però aconseguir el contracte depèn que Kent impressioni el senyor Apolinaris (Paul Porcasi) amb tres pròlegs espectaculars, presentats la mateixa nit, un darrere l'altre en tres teatres diferents. Kent es tanca a si mateix i al seu personal a les oficines per evitar filtracions d'espionatge mentre coreografien i assajen els tres números de producció. A continuació, Kent posa en escena "Honeymoon Hotel", "By a Waterfall" (amb la famosa "Human Waterfall") i "Shanghai Lil", mostrant Cagney i Ruby Keeler ballant plegats.

## Repartiment

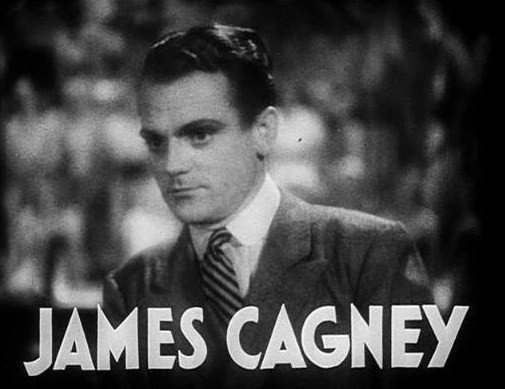
James Cagney
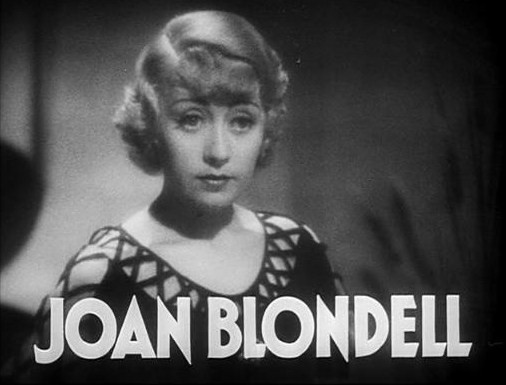
Joan Blondell
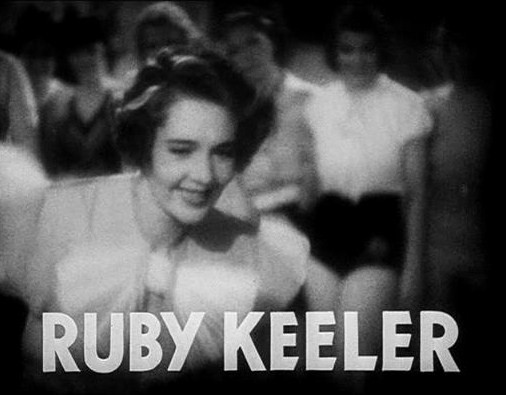
Ruby Keeler
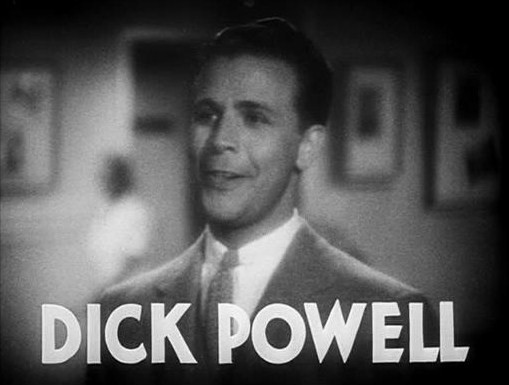
Dick Powell
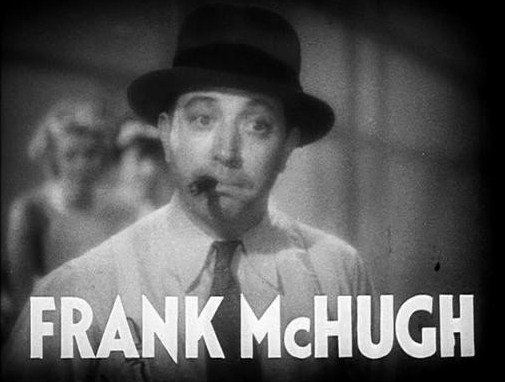
Frank McHugh
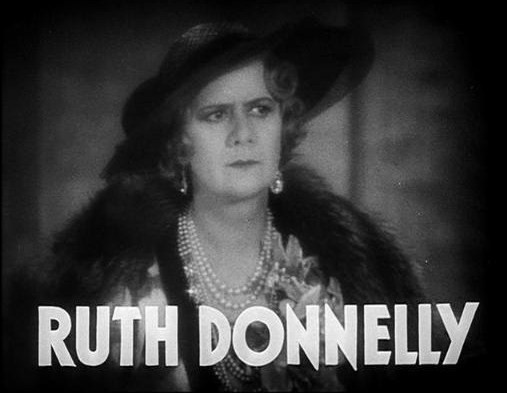
Ruth Donnelly
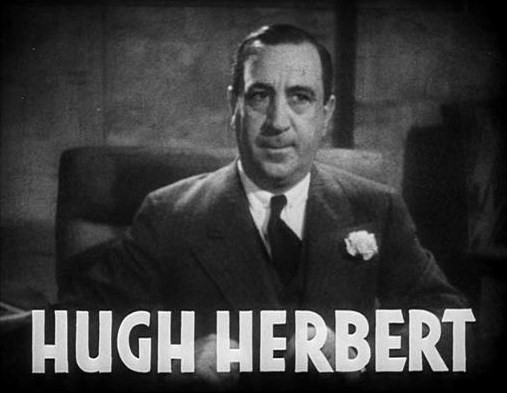
Hugh Herbert
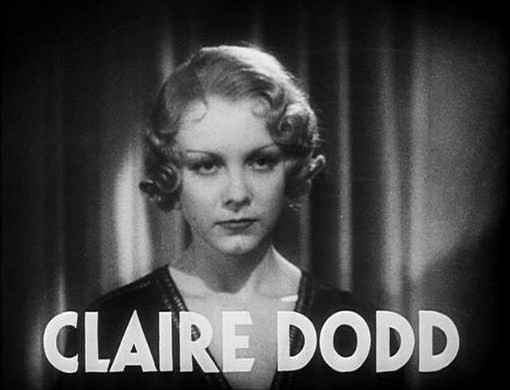
Claire Dodd

- James Cagney com a Chester Kent, creador de pròlegs musicals
- Joan Blondell com a Nan Prescott, la secretària de Chester
- Ruby Keeler com a Bea Thorn, ballarina convertida en secretària i convertida en ballarina
- Dick Powell com a Scott "Scotty" Blair, líder jovenil protegit de Mrs. Gould
- Frank McHugh com a Francis, el director de dansa
- Ruth Donnelly com a Harriet Gould, la dona mimada i nepotista del productor
- Guy Kibbee com a Silas "Si" Gould, productor
- Hugh Herbert com a Charlie Bowers, germà de Mrs. Gould i censor dels programes de Kent
- Claire Dodd com a Vivian Rich, l'amiga caçafortunes de Nan que posa la seva mirada en Chester.
- Gordon Westcott com a Harry Thompson, assistent de Kent
- Arthur Hohl com Al Frazer, l'altre productor
- Renee Whitney com a Cynthia Kent, la cobdiciosa dona separada de Chester
- Paul Porcasi com a George Apolinaris, propietari d'una cadena de sales de cinema
- Barbara Rogers com a Gracie, l'espia entre els ballarins de Chester
- Philip Faversham com a Joe Barrington, un altre protagonista juvenil i "protegit" de la Sra. Gould
- Herman Bing com a Fralick, el director musical
- Billy Barty com "Mouse" i "Little Boy"
- Hobart Cavanaugh com a Title-Thinker-upper
- George Chandler com a farmacèutic

notes del repartiment:
- Dorothy Lamour, Victoria Vinton, Ann Sothern i Lynn Browning estaven entre les moltes noies del cor de la pel·lícula. Va ser el debut cinematogràfic de Lamour.[5]
- De vegades s'escriu que John Garfield va fer el seu debut cinematogràfic (no acreditat) a la rutina "Shanghai Lil" en un pla (5/6 de segon).[5] El documental de Turner Classic Movies de 2003 The John Garfield Story ho refuta, com ho fan diverses biografies de John Garfield que donen línies de temps on es troba a Nova York i després de gira a Chicago amb la reactivació de l'obra Counsellor-at-Law el 1933.[6][7]
- La pel·lícula mostrada breument al cinema al començament de la pel·lícula és The Telegraph Trail, protagonitzada per un jove John Wayne i, casualment o no, Frank McHugh.

## Números musicals

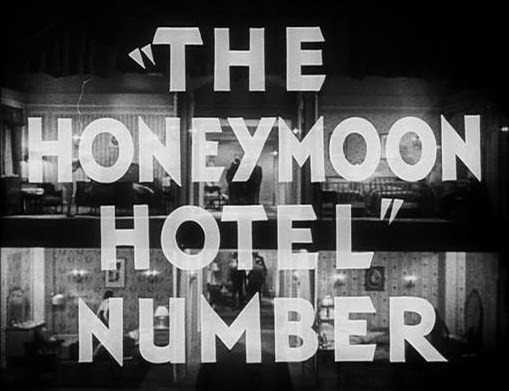
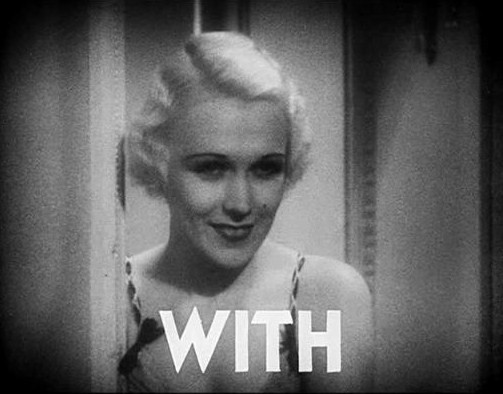
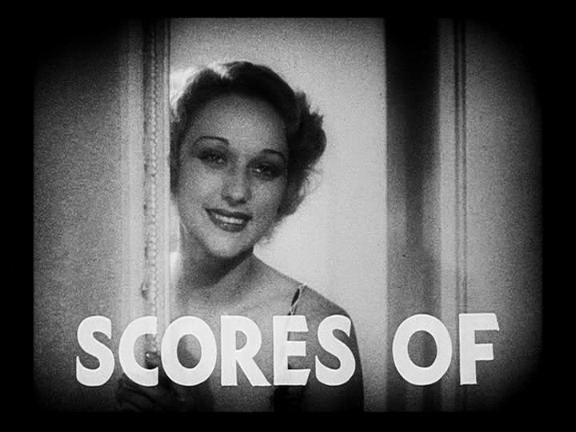
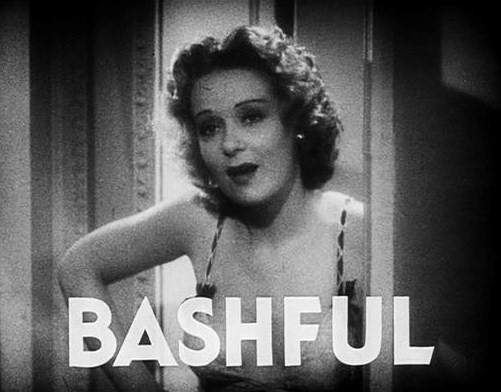
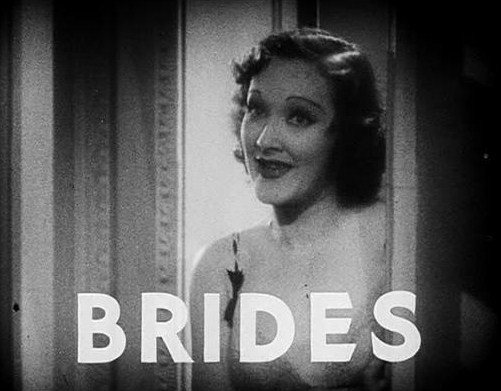

- "Honeymoon Hotel" – de Harry Warren (música) i Al Dubin (lletra)
- "Shanghai Lil" – de Harry Warren (music) i Al Dubin (lyrics)
- "By a Waterfall" – de Sammy Fain (música) i Irving Kahal (lletra)
- "My Shadow" – de Sammy Fain (música) and Irving Kahal (lyrics)
- "Ah, the Moon Is Here" – de Sammy Fain (música) and Irving Kahal (lletra)
- "Sitting on a Backyard Fence" – de Sammy Fain (música) and Irving Kahal (lletra)

Font:

## Producció
Buscant un paper diferent de les pel·lícules de gàngsters com The Public Enemy que el van catapultar a la fama, Cagney va fer campanya activament pel paper principal de Chester Kent, basat en el conegut empresari Chester Hale de la productora de pròlegs Fanchon & Marco. Cagney havia començat al vodevil i a Broadway abans d'entrar al cinema; la pel·lícula es va convertir en la seva primera aparició a la pantalla com a ballarí. Cagney només havia caigut en el seu personatge de gàngster quan ell i Edward Woods van canviar de paper tres dies després del rodatge de The Public Enemy de 1931. Aquest paper va catapultar Cagney a l'estrellat i a una sèrie de pel·lícules de gàngsters, que al llarg de la seva carrera, Cagney va trobar que eren tant una camisa de força com un benefici.
Tot i que el paper de Powell va ser escrit específicament per a ell, va ser substituït per Stanley Smith quan va caure malalt. Quan es va recuperar, les escenes de Smith es van tornar a rodar amb Powell. La pel·lícula es va convertir en la tercera parella de Powell i Ruby Keeler després d'El carrer 42 (1933) i Gold Diggers of 1933, el els dos primers musicals de Warner Bros. de Busby Berkeley. De la mateixa manera, Dorothy Tennant va ser elegida inicialment com Harriet Gould, però substituïda per Ruth Donnelly. Altres actors considerats per a diversos papers foren Eugene Pallette, George Dobbs i Patricia Ellis.
Warner Bros. inicialment va assignar a Larry Ceballos per la coreografia de la pel·lícula quan Berkeley no estava disponible. No obstant això, quan Berkeley va poder fer canvis al seu horari, l'estudi va deixar anar Ceballos. Posteriorment, Ceballos va demandar Berkeley i l'estudi per 100.000 dòlars per incompliment del contracte.
La producció va tenir lloc a l’estudi de Warner Bros. a Burbank entre juny i setembre de 1933, amb un cost estimat de 703.000 dòlars (aproximadament 13 milions de dòlars en dòlars del 2012). Es va estrenar el 30 de setembre de 1933, amb un llançament general el 21 d'octubre.

### Escenes i promoció de l'era PRE-codi
La pel·lícula es va fer durant l'època pre-Codi, i el seu humor és de vegades força arriscat, amb múltiples referències a la prostitució i suggeriments de blasfèmia que en gran part no es van tornar a veure a les pel·lícules d'estudi fins als anys 60, quan va col·lapsar el Codi Hays. Per exemple, el personatge de Dick Powell està sent "mantingut" per la Sra. Gould fins que s'enamora d'una altra noia.
El personatge Nan Prescott de Joan Blondell és el centre de diverses línies i moments. Presenta la seva companya d'habitació, Vivian Rich, com "Miss Bi... Rich"; i més tard, quan Vivian intenta aprofitar-se d'un Chester intoxicat, Nan la expulsa del seu apartament, dient que Vivian tindrà una feina "sempre que hi hagi voreres." Al número de Xangai Lil, és clar que la Lil i totes les altres noies són prostitutes que treballen als bars davant del mar amb escenes d'un cau d'opi. Un personatge interpretat per Hugh Herbert actua com a censor de les produccions de Kent, dient constantment a Kent que certes parts dels seus números de producció s'han de canviar. El seu personatge és representat com a bufó i còmic, dient línies desagradables a Kent, com ara "Has de posar sostenidors a aquestes nines..." (en referència a nines de joguina reals) "... uh uh, ja coneixes Connecticut."

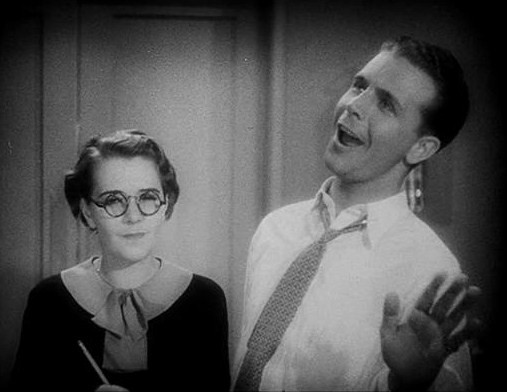
Bea (Ruby Keeler) no era una fan immediata de Scotty (Dick Powell)

Com passa amb moltes altres pel·lícules anteriors al Codi, inclosos els musicals, els materials promocionals presentaven dones poc vestites en pòsters d'estrena de pel·lícules, targetes del vestíbul i fotografies promocionals, com es veu a Joan Blondell. 

## Recepció
La pel·lícula va guanyar 1.601.000 dòlars als Estats Units, i 815.000 dòlars addicionals a nivell internacional. Warner Bros. va informar que la pel·lícula va obtenir un benefici de 819.080 dòlars, la qual cosa la converteix en una de les pel·lícules amb més èxit de l'any.

### Reconeixements
- 1992: National Film Registry de la Biblioteca del Congrés dels Estats Units.
- 2006: AFI's Greatest Movie Musicals – Nominada[23]